# 福羅斯

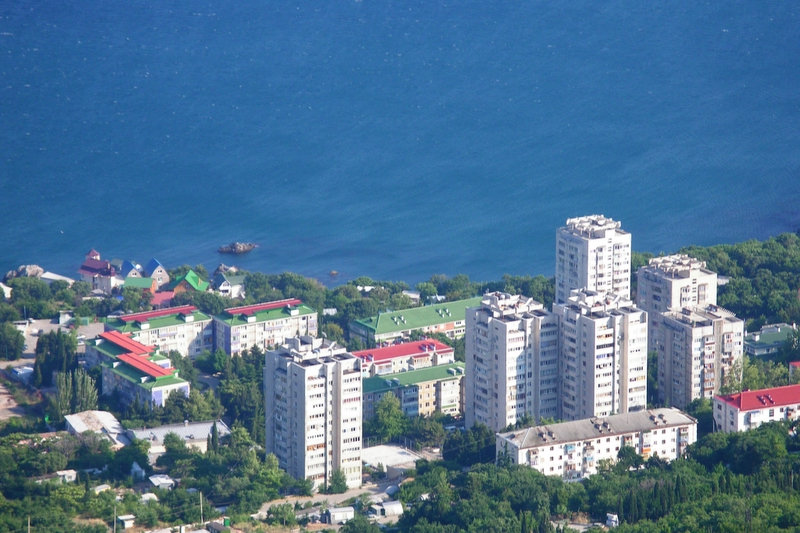
市容

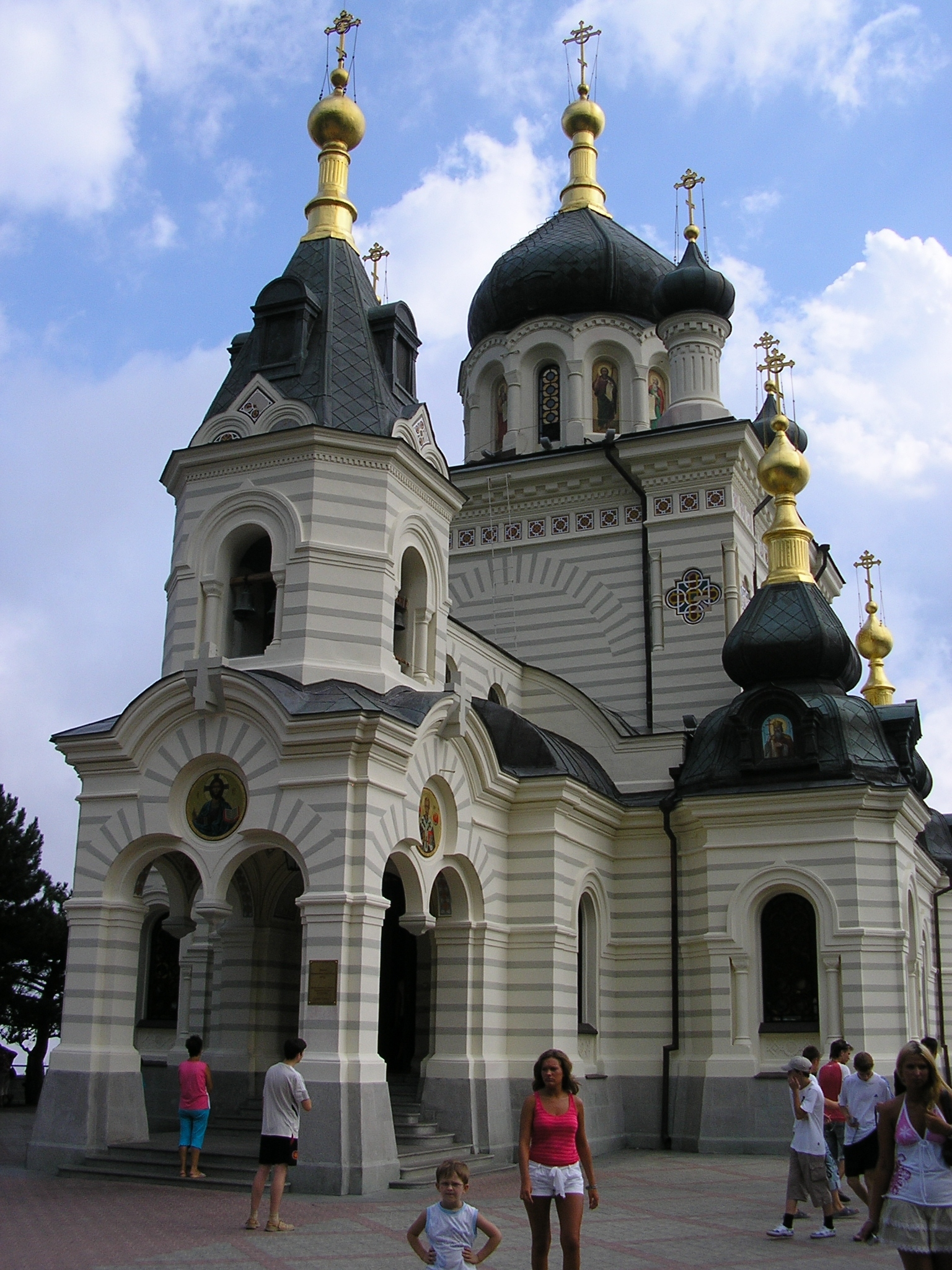
教堂

福羅斯（烏克蘭語：Форос），法理上是乌克兰克里米亚自治共和国雅尔塔区的镇，但事实上是俄罗斯克里米亞共和國雅尔塔市议会下辖的市级镇。位於克里米亞半島南端，距離辛菲羅波爾98公里，面積2.65平方公里，海拔高度50米，2011年人口1,978，人口密度每平方公里746人。苏联领导人在该地有多处别墅。1991年八一九政变期间，苏联总统戈尔巴乔夫在该地别墅度假时被软禁。